# 確認判決
確認判決（かくにんはんけつ）とは、民事訴訟において、訴訟の対象となっている権利や法律関係の存在・不存在を確認する判決をいう。確認判決が確定すると、その既判力によって訴訟対象の権利や法律関係が確定する。
例えば、被告のもとで雇用されていた原告が被告による解雇が不当であると争う事案において、この解雇が解雇権の濫用であると認められた場合には、「原告が被告の被用者であることを確認する」との確認判決が下される。
確認の訴えはもちろんのこと（請求権の存在または不存在の判決）であるが、給付の訴えおよび形成の訴えにおいても原告の請求を棄却する場合、その請求権の不存在（消極的確認）を確定する確認の判決がされる。